# رون یانسون
رون یانسون (سوئدی: Rune Jansson؛ ۲۹ مه ۱۹۳۲ – ۲۴ نوامبر ۲۰۱۸) کشتی‌گیر اهل سوئد بود.
وی همچنین برندهٔ جوایزی همچون مدال برنز قهرمانی کشتی جهان ۱۹۵۸ و بازی‌های المپیک تابستانی ۱۹۵۶ شده‌است.
وی در مسابقات کشوری و بین‌المللی در مجموع برندهٔ ۲ مدال برنز شده‌است.